# Arytinnis gomerae
Arytinnis gomerae är en insektsart som beskrevs av Percy 2003. Arytinnis gomerae ingår i släktet Arytinnis och familjen rundbladloppor. Inga underarter finns listade i Catalogue of Life.